# J. W. Mount & Bro.
J. W. Mount & Bro., vorher John W. Mount, war ein US-amerikanischer Hersteller von Fahrzeugen.

## Unternehmensgeschichte
John W. Mount gründete 1860 das gleichnamige Unternehmen in Red Bank in New Jersey. Zunächst stellte er Kutschen her. In den 1860er Jahren trat der jüngere Bruder Cornelius S. Mount ins Unternehmen ein, das nun als J. W. Mount & Bro. firmierte. 1908 kamen Automobile dazu. Der Markenname lautete Mount.
Am 12. Juni 1908 zerstörte ein Feuer das Werk. Rund 100 Kutschen waren im Bau. Der Schaden betrug etwa 60.000 US-Dollar. Die Versicherungssumme betrug aber nur 8000 Dollar.
Daraufhin wurde die J. W. Mount Company gegründet.

## Kraftfahrzeuge
Zu den Automobilen liegen keine Details vor.